# Kerep
A kerep (Lotus) a hüvelyesek (Fabales) rendjébe, ezen belül a pillangósvirágúak (Fabaceae) családjába tartozó nemzetség.

## Előfordulásuk
A kerepfajok eredeti előfordulási területe majdnem az egész Eurázsia, beleértve eme szuperkontinenst körülvevő szigeteket is. Csak Srí Lankáról, Délkelet-Ázsia egyes részeiről, beleértve a délre eső szigetvilágokat és Kelet-Oroszországból hiányzanak. Afrikában is majdnem mindenütt ott vannak, kivéve a nyugati dzsungeles térségeket, a déli sivatagokat és Madagaszkárt. Ausztrálián is őshonos. Izlandra, Új-Zélandra és az Amerikák egyes vidékére betelepítette az ember.

## Rendszerezés
A nemzetségbe az alábbi 123 faj és 4 hibrid tartozik:
- Lotus aegaeus (Griseb.) Boiss.
- Lotus alianus J.H.Kirkbr.
- Lotus alpicola (Beck) Miniaev, Ulle & Kritzk.
- Lotus anfractuosus (Baker f.) Kramina & D.D.Sokoloff
- Lotus angustissimus L.
- Lotus arabicus Sol. ex L.
- Lotus arenarius Brot.
- Lotus argyrodes R.P.Murray
- Lotus arinagensis Bramwell
- Lotus armeniacus Kit Tan & Sorger
- Lotus assakensis Coss. ex Brand
- Lotus australis Andrews
- Lotus azoricus P.W.Ball
- Lotus becquetii Boutique
- Lotus benoistii (Maire) Lassen
- korallkerep (Lotus berthelotii Mansf.)
- Lotus biflorus Desr.
- Borbás-kerep (Lotus borbasii Ujhelyi)
- Lotus broussonetii Choisy ex Ser.
- Lotus brunneri Webb
- Lotus burttii Borsos
- Lotus callis-viridis Bramwell & D.H.Davis
- Lotus campylocladus Webb & Berthel.
- Lotus castellanus Boiss. & Reut.
- Lotus chazaliei H.Boissieu
- Lotus compactus Chrtková
- Lotus conimbricensis Brot.
- Lotus conjugatus L.
- szarvaskerep (Lotus corniculatus) L. - típusfaj
- Lotus creticus L.
- Lotus cruentus Court
- Lotus cytisoides L.
- Lotus × davyae Druce
- Lotus discolor E.Mey.
- Lotus divaricatus Boiss.
- Lotus dorycnium L.
- Lotus drepanocarpus Durieu
- Lotus dumetorum Webb ex R.P.Murray
- Lotus dvinensis Miniaev & Ulle
- ehető kerep (Lotus edulis L.)
- Lotus elisabethae Opperman
- Lotus emeroides R.P.Murray
- Lotus eremiticus A.Santos
- Lotus eriophthalmus Webb & Berthel.
- Lotus fulgurans (Porta) D.D.Sokoloff
- Lotus garcinii Ser.
- Lotus gebelia Vent.
- Lotus germanicus (Gremli) Peruzzi
- Lotus glaucus Aiton
- Lotus glinoides Delile
- Lotus goetzei Harms
- Lotus graecus L.
- Lotus hakkariensis Ponert
- Lotus halophilus Boiss. & Spruner
- Lotus hebecarpus J.B.Gillett
- Lotus hebranicus Hochst. ex Brand
- Lotus herbaceus (Vill.) Jauzein
- Lotus hirsutus L.
- Lotus hirtulus Lowe ex Cout.
- szőrös kerep (Lotus hispidus Desf. ex DC.)
- Lotus holosericeus Webb & Berthel.
- Lotus jacobaeus L.
- Lotus jolyi Batt.
- Lotus krylovii Schischk. & Serg.
- Lotus kunkelii (Esteve) Bramwell & D.H.Davis
- Lotus lalambensis Schweinf.
- Lotus lancerottensis Webb & Berthel.
- Lotus lanuginosus Vent.
- Lotus laricus Rech.f., Aellen & Esfand.
- Lotus lebrunii Boutique
- Lotus leptophyllus (Lowe) K.Larsen
- Lotus longisiliquosus R.Roem.
- Lotus lourdes-santiagoi Pina & Valdés
- Lotus loweanus Webb & Berthel.
- Lotus macranthus Lowe
- sárgacsőrű kerep (Lotus maculatus Breitf.)
- Lotus malatayicus Ponert
- bársonykerep (Lotus maritimus L.)
- Lotus maroccanus Ball
- Lotus mascaensis Burchard
- Lotus × medioximus Husn.
- Lotus × minoricensis M.À.Conesa, Mus & Rosselló
- Lotus mlanjeanus J.B.Gillett
- Lotus mollis Balf.f.
- Lotus namulensis Brand
- Lotus norvegicus (Chrtková) Miniaev
- Lotus nubicus Hochst. ex Baker
- Lotus oliveirae A.Chev.
- Lotus ononopsis Balf.f.
- Lotus ornithopodioides L.
- Lotus pacificus Kramina & D.D.Sokoloff
- Lotus palustris Willd.
- Lotus parviflorus Desf.
- Lotus peczoricus Miniaev & Ulle
- lápi kerep (Lotus pedunculatus Cav.)
- Lotus peregrinus L.
- Lotus polyphyllos E.D.Clarke
- Lotus purpureus Webb
- Lotus pyranthus P.Pérez
- Lotus quinatus (Forssk.) J.B.Gillett
- Lotus rechingeri Chrtková
- Lotus rectus L.
- Lotus requienii Mauri ex Sanguin.
- Lotus robsonii E.S.Martins & D.D.Sokoloff
- Lotus sanguineus (Vural) D.D.Sokoloff
- Lotus schoelleri Schweinf.
- Lotus sergievskiae Kamelin & Kovalevsk.
- Lotus sessilifolius DC.
- Lotus simoneae Maire, Weiller & Wilczek
- Lotus spartioides Webb & Berthel.
- Lotus spectabilis Choisy ex Ser.
- Lotus stepposus Kramina
- Lotus strictus Fisch. & C.A.Mey.
- Lotus subdigitatus Boutique
- Lotus taitungensis S.S.Ying
- Lotus tauricus Juz.
- Lotus tenellus (Lowe) Sandral, A.Santos & D.D.Sokoloff
- sziki kerep (Lotus tenuis Waldst. & Kit. ex Willd.)
- piros kerep (Lotus tetragonolobus L.)
- Lotus tetraphyllus L.
- Lotus tibesticus Maire
- Lotus torulosus (Chiov.) Fiori
- Lotus × ucrainicus Klokov
- Lotus uliginosus Schkuhr
- Lotus weilleri Maire
- Lotus wildii J.B.Gillett
- Lotus zhegulensis Klokov

Egyes adatbázisokban önálló faj a havasi kerep (Lotus alpinus).